# Skagerrak
Le Skagerrak, autrefois Skager-Rak, encore écrit en dano-norvégien simplifié Skagerak ou en suédois Skagerack, est un passage maritime entre le Sud de la Norvège, le Nord du Jutland danois et le Bohuslän suédois.
Ce passage communique avec la mer du Nord au sud-ouest et  avec le Kattegat au sud-est, lui-même relié aux  détroits de l'Øresund, du Grand Belt, du Langelandsbelt et du Petit Belt.

## Description

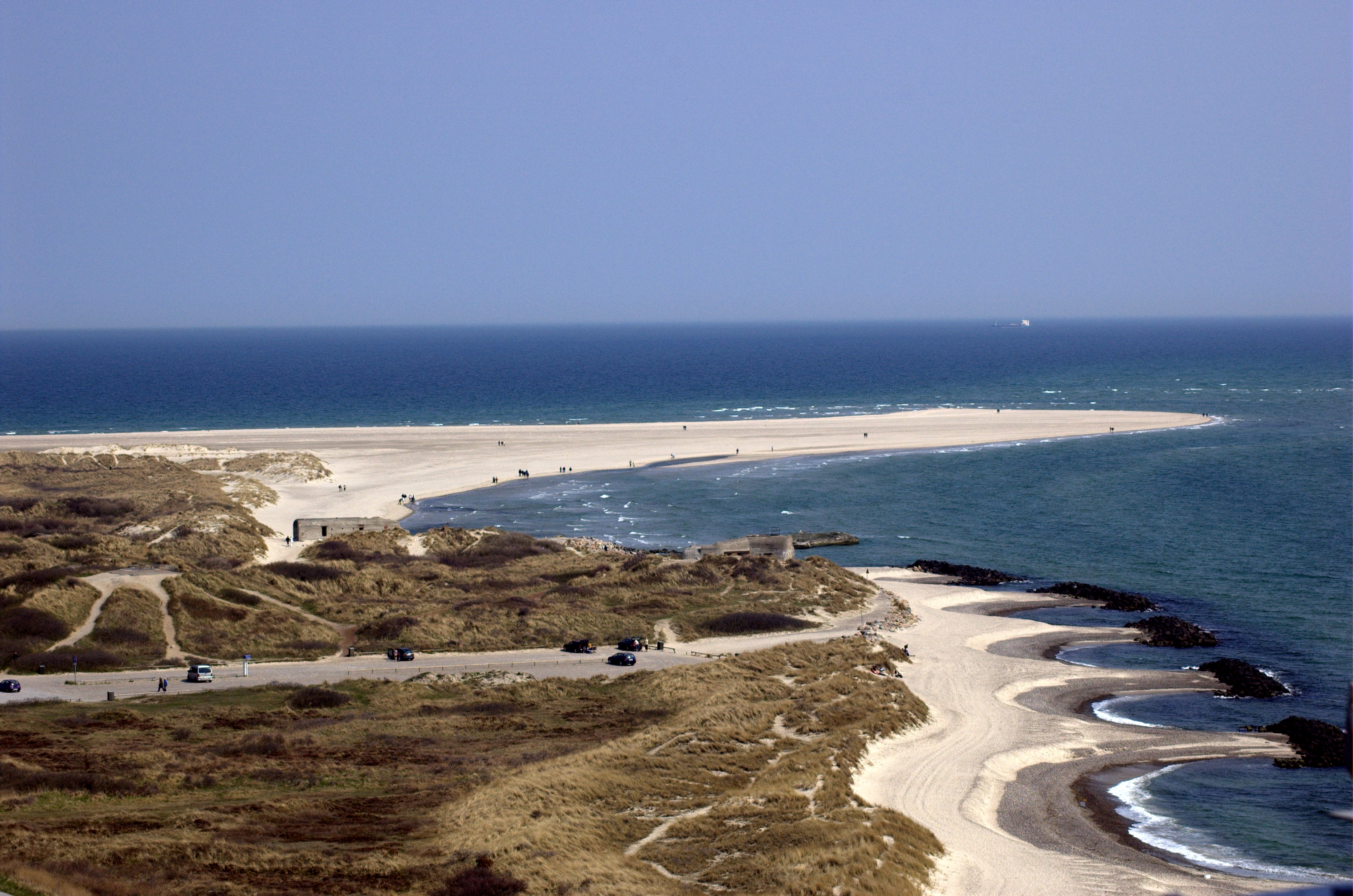
Vue sur la pointe de Grenen depuis le phare de Skagen avec en arrière-plan le Skagerrak en direction du nord-est.

Le Skagerrak résulte d'une combinaison associant un détroit (entre la côte nord-ouest du Danemark et la côte sud-est de la Norvège) et un golfe évasé (celui-ci étant déterminé par la côte ouest de la Suède et la côte méridionale norvégienne jusqu'aux alentours du neuvième méridien Est) dont la pointe de Grenen (Danemark) est le point le plus méridional. Cette figure originale est bordée de trois côtes au lieu de deux pour les détroits classiques. Cette particularité explique pourquoi les navigateurs d'autrefois ont désigné le Skagerrak de différentes façons.
D'une superficie de 31 000 km2 environ, le Skagerrak mesure, en comprenant la partie inférieure du fjord d'Oslo (depuis Tofte), 296 km de long et de  100 à 135 km de large.

## Limites
L'Organisation Hydrographique Internationale en détermine les limites de la façon suivante :
- à l'ouest : par une ligne joignant Hanstholm (Danemark) (57° 07′ 35″ N, 8° 37′ 15″ E) et le Lindesnes (cap), en Norvège (57° 58′ 49″ N, 7° 03′ 16″ E) ;
- au sud-est : par une ligne joignant la pointe de Grenen (The Skaw ou Skagens Odde, la pointe nord-est du Danemark) et les îles Pater Noster (Pater Noster Skären) (57° 53′ 32″ N, 11° 26′ 42″ E) et de là à travers les hauts-fonds jusqu'à l'île de Tjörn.

## Bathymétrie
Très peu pentu depuis le Danemark et très pentu à partir de la Norvège, sa profondeur maximale qui indique le début de la fosse norvégienne à l'ouest est d'environ 700 mètres au pied des côtes norvégiennes, sa profondeur moyenne est de 210 mètres alors que celle du Kattegat (ou Cattégat) n'est que de 23 mètres.

## Marées et courants
Les marées sont très faibles dans le Skagerrak et son entrée, les plus grandes souvent inférieures à 1 mètre. Les courants essentiellement sous-marins, mais parfois sous l'influence des dépressions cycloniques d'Ouest permettent l'entrée des eaux maritimes salées à une teneur de 35 pour mille vers les détroits danois : elles parviennent après un intense brassage et une perte de concentration saline conséquente à se mélanger intimement aux eaux dès l'entrée vers les détroits et ainsi contribuent à la salinité des eaux de la Baltique, atteignant souvent des teneurs inférieures à 10 pour mille. Le courant norvégien est issu de la vidange des eaux froides de la Baltique, particulièrement intense au début du printemps : il longe et refroidit d'abord les côtes suédoises et ensuite les côtes norvégiennes. 
Les eaux du Skagerrak étant très houleuses, il ne gèle jamais.
La longue remontée du courant vers le nord le long des côtes scandinaves occidentales forme une singulière barrière entre la mer du Nord et les terres échancrées de la péninsule.

## Étymologie et dénominations
Son nom est composé de deux termes :
- le premier, Skage(n) est norvégien et danois, est issu du vieux-norrois skagi, au génitif skaga, qui désigne le promontoire au sud du détroit à la pointe septentrionale du Jutland, situé au niveau de la ville portuaire de Skagen  (qui est aussi la plus septentrionale du Danemark) ;
- le second, rak est un terme de marine néerlandais, vocable maritime peut-être d'origine plus ancienne, signifiant : passe franche, ligne de navigation, trajet, courant d'eau dans un canal.[réf. nécessaire]

Le Skager-Rak garda cependant jusque vers 1850 diverses dénominations :
- pour les Danois c'est le canal du Jutland ;
- pour les Suédois c'est le golfe du Bohus ;
- par les navigateurs anglais : Sleeve (nom synonyme de « manche »).

## Histoire
La bataille du Jutland qui eut lieu dans ses eaux durant la Première Guerre mondiale en 1916 fut baptisée par les Allemands, la « bataille de Skagerrak ».

## Navigation
Le Skagerrak est une mer de détroit très bien connue, au trafic maritime intense puisqu'elle est l'unique passage (si l'on omet le canal de Kiel, situé dans le Nord de l'Allemagne) reliant la mer du Nord au Cattégat, celui-ci communiquant avec la mer Baltique.
Elle ouvre aussi la fameuse voie du nord, bande navigable qui a donné son nom à la Norvège et à la mer du Nord depuis l'époque médiévale.